# Joseph Marie de Tilly
Joseph Marie de Tilly (1837-1906) va ser un militar belga, matemàtic per afició, conegut per haver estat el primer en construir un model mecànic de la geometria no euclidiana.

## Vida i Obra
De Tilly era fill d'un general de l'exèrcit belga. A partir de 1850 va fer els seus estudis secundaris de forma brillant a Tournai i Bruges. El 1853 va ingressar a l'École Militaire, de la que en va sortir el 1858 amb el grau de sotstinent. Els anys següents, com a professor de matemàtiques de l'escola regimental, els dedica a esporgar d'incorreccions els manuals de geometria utilitzats en l'ensenyament, especialment el de Legendre.
El 1863 es casa, és ascendit a tinent i és nomenat professor de l'École Militaire. De 1877 a 1889 va ser director del arsenal d'Anvers amb el grau de coronel. El 1889 torna a l'École Militaire com a director i uns anys més tard és promogut a general. Manté aquest càrrec fins al 1899 en que cau en desgràcia i es traslladat sense funcions concretes a Anvers.
De Tilly és recordat pel seu llibre Études de mécanique abstraite publicat el 1870. En ell estudia per primera vegada la mecànica del espai no euclidià, reconeixent que només es tracta d'un treball especulatiu sense cap aplicació pràctica de moment, però anticipant, al mateix temps, que, si l'astronomia comença a tractar amb distàncies molt grans, podria donar-se el cas que la mecànica i la geometria ordinàries no li puguin ser aplicables.